# Thura (skib, 1857)
Kanonbåden Thura var et dansk krigsskib, og blev søsat og taget i brug i 1857 med navnet Skruekanonbåd nr. 1. Skibet blev bygget på Orlogsværftet og var det første jernskib fra værftet. I 1860 blev navnet ændret til Thura, og sammen med fem tilsvarende kanonbåde omtales skibene som Thura-klassen. Kanonbåden gjorde tjeneste til 1881 og blev ophugget i 1884. Skibet var opkaldt efter kaptajn Albert de Thurah, der faldt i slaget på Reden i 1801.

## Konstruktion
Thura-klassen var ret simple konstruktioner - udfordringen i dem var, at Orlogsværftet for første gang skulle bygge skibe af jern. Foruden dampmaskineriet var de to master forsynet med rigning, så der kunne suppleres med sejl. Skibets to kanoner var anbragt i hver sin udbygning ("svalerede") foran skorstenen, og der var tale om 30-punds glatløbet skyts med kanonvægt på 50 centner og kaliber 16,2 cm L/18. I 1868 blev kanonerne udskiftet med riflede 24-punds (15,4 cm), stadig med kanonvægt 50 centner. De nye kanoner var langt mere træfsikre. I midten af 1870'erne blev de svære kanoner suppleret med to 9 cm (4 punds) riflede forladere, der både kunne bruges til signalgivning og til forsvar mod mindre skibe.

## Tjeneste
Thura var udrustet under den 2. slesvigske krig og gjorde blandt andet tjeneste i Lillebælt. Den 23. februar 1864 blev skibet beskudt af et preussisk batteri på Stenderup Hage (ved Sønder Stenderup). Thura skød tilbage og sårede en enkelt preussisk soldat.